# 松川七郎
松川 七郎（まつかわ しちろう、1906年9月3日 - 1980年11月7日）は、日本の経済学者、一橋大学名誉教授。経済学史・統計学史専攻。日本学士院賞受賞。

## 来歴
宮城県出身。東京帝国大学経済学部卒。一橋大学教授、1967年ウィリアム・ペティ研究で日本学士院賞受賞。70年定年後、中央大学教授。77年退職。指導学生に竹村孝雄（元中央大学教授）など。

## 著書

### 単著
- 『ウィリアム・ペティ：その政治算術=解剖の生成に関する一研究』（岩波書店 (一橋大学経済研究叢書)、1958年-64年）

### 共編
- （正木千冬）『統計調査ガイドブック』（東洋経済新報社、1951年）
- （美濃部亮吉）『統計調査総覧：統計利用者への手びき』（東洋経済新報社、1956年）

### 翻訳
- ペティ『アイァランドの政治的解剖』（岩波文庫、 1951年）
- ペティ『租税貢納論』（大内兵衛との共訳、岩波文庫、1952年）
- ペティ 『政治算術』（大内兵衛との共訳、岩波文庫、1955年）
- アダム・スミス『諸国民の富』（大内兵衛との共訳、岩波文庫、1959年-66年）
- ベンジャミン・ファリントン『フランシス・ベイコン 産業科学の哲学者』（中村恒矩との共訳、岩波書店、1968年）

## 参考
- 日本人名大辞典